# Harren Group
Harren Group ist eine deutsche Reedereigruppe mit Sitz in Bremen. Kerngeschäft des Unternehmens sind die Verschiffung von Schwergut- und MPP-Ladung sowie das Ship Management eigener als auch fremder Tonnage. Weitere Geschäftsfelder sind die Segmente Tanker, Bulker sowie Offshore. Des Weiteren finanzierte die Harren Group in der Vergangenheit mit Hilfe von Privatanlegern und Banken verschiedene Schiffsprojekte.

## Entstehungsgeschichte

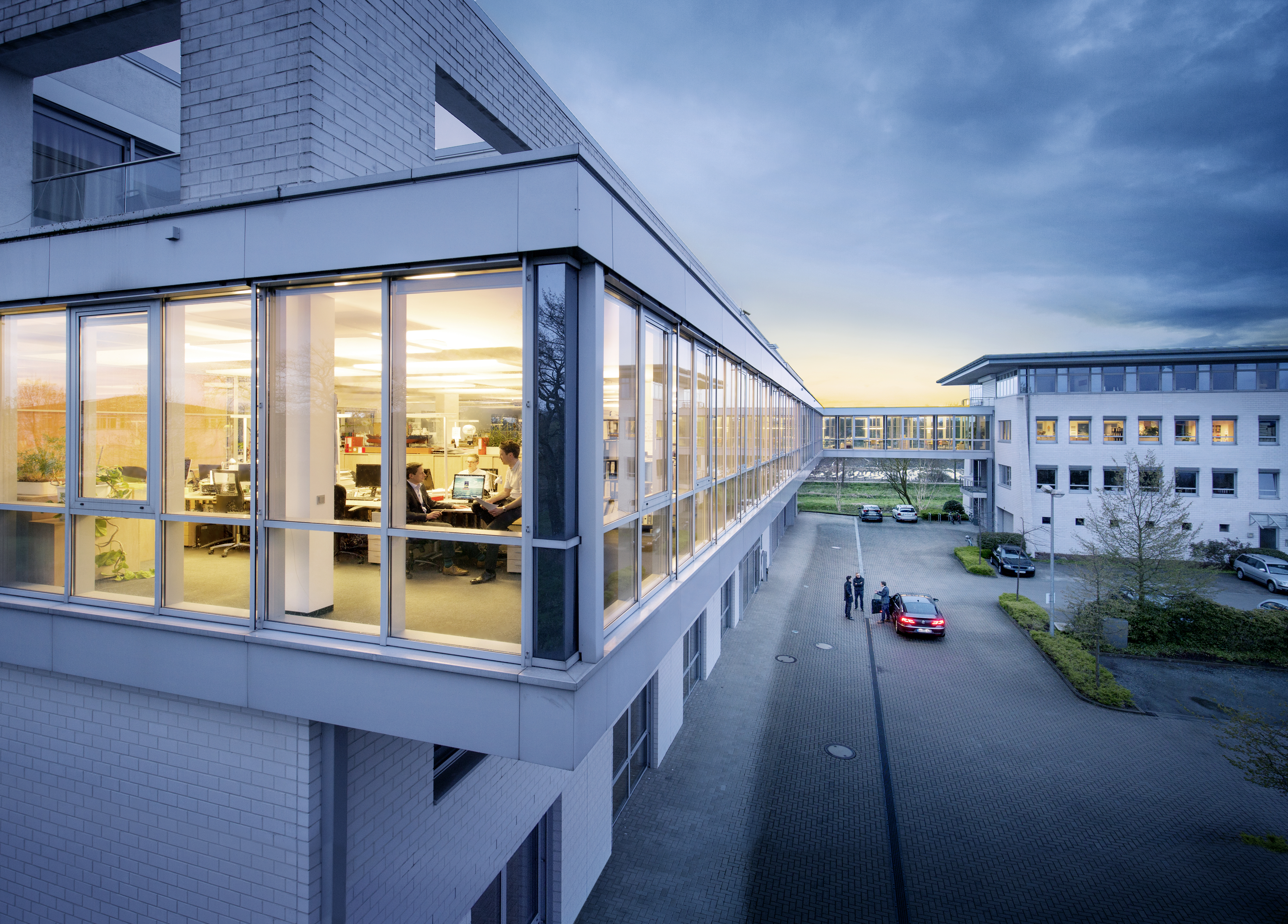
Die Firmenzentrale der Harren Group in Bremen-Oberneuland

Die Reedereigruppe wurde 1989 unter dem Namen Harren & Partner von Peter Harren gegründet. Anfangs wurde das Schiff Orion III bereedert. In den Jahren 1992 bis 1999 wurde die Flotte um Containerfeeder, Multipurpose-, Bulk- und Heavy-Lift-Schiffe erweitert. Zwischen 1999 und 2002 wurden die Joint Ventures Caribbean Feeder Services, Combi Lift und trans-Mar-supply gegründet. 2002 trat Harren in den Tankermarkt ein und bereedert derzeit zwölf Tanker. Die Dienstleistungen der Unternehmung H&P Logistics and Engineering (Gründung 2007) wurden 2015 vollständig von der Combi Lift GmbH (ebenfalls mit Sitz in Bremen) übernommen. Mit dem Erwerb der Condock Befrachtungs-Gesellschaft vergrößerte Harren sein Portfolio. Die Combi-Dock-Schiffe sind Spezialschiffe mit der besonderen Fähigkeit, schwimmende, rollende und schwere Ladung mit Schiffskranen verladen zu können. Vier Schiffe dieser Art wurden zwischen 2008 und 2010 in Dienst gestellt, zwei davon wurden mittlerweile zu Offshore-Spezialschiffen umgebaut. Im Mai 2023 wurde Harren & Partner in Harren Group umbenannt.

## Unternehmensaktivitäten

### Ship Management
Unter Ship Management bzw. Bereederung versteht man die technische und kaufmännische Betriebsführung von Seeschiffen. Der Schiffseigentümer kann die Bereederung an einen Dienstleister abgeben. In diesem Fall nennt man den beauftragten Dienstleister Vertragsreeder oder Schiffsmanager. Folgende Unterpunkte können in den Aufgabenbereich eines Ship Managers fallen und sind angebotene Dienstleistungen der Harren Group – sowohl für eigene als auch für Fremdtonnage. Das Besondere bei Harren ist, dass jeder Schiffstyp (Containerfeeder, Heavy Lifter, Dockschiffe, Offshore-Schiffe, Bulker und Tanker) jeweils von einem spezialisierten Team betreut wird.
Zur Dienstleistung „Ship Management“  gehören folgende Bereiche:
- Crewing: Personalwesen mit dem Schwerpunkt, Seemannschaften bzw. Schiffe mit geeigneten Seeleuten zu besetzen
- Schiffsbetrieb: Schnittstelle zwischen Reederei / Charterer und Schiff
- Technische Inspektion: zuständig für alle technischen Belange der Schiffe
- Einkauf: verantwortlich für die laufende Versorgung mit täglichen Bedarfsgütern sowie Ersatzteilen für Maschinen- und Decksgebrauch
- Projects / Neubauten & Schiffszukäufe: plant den Bau neuer Schiffe und den Zukauf alter Tonnage
- Flagge: schiffsregisterrechtlichen Dinge
- Quality and Safety: gewährleistet den sicheren Betrieb der Schiffe
- Versicherung: deckt die Flotte mit allen notwendigen Versicherungen ein
- Schiffsfinanzierung: Finanzierung für den Bau / Kauf neuer Schiffe
- Controlling und Buchhaltung: verantwortlich für die finanziellen Belange der Schiffe
- Marketing
- IT / Informationstechnik: Ausstattung mit Hard- und Software und deren Wartung auf den Schiffen

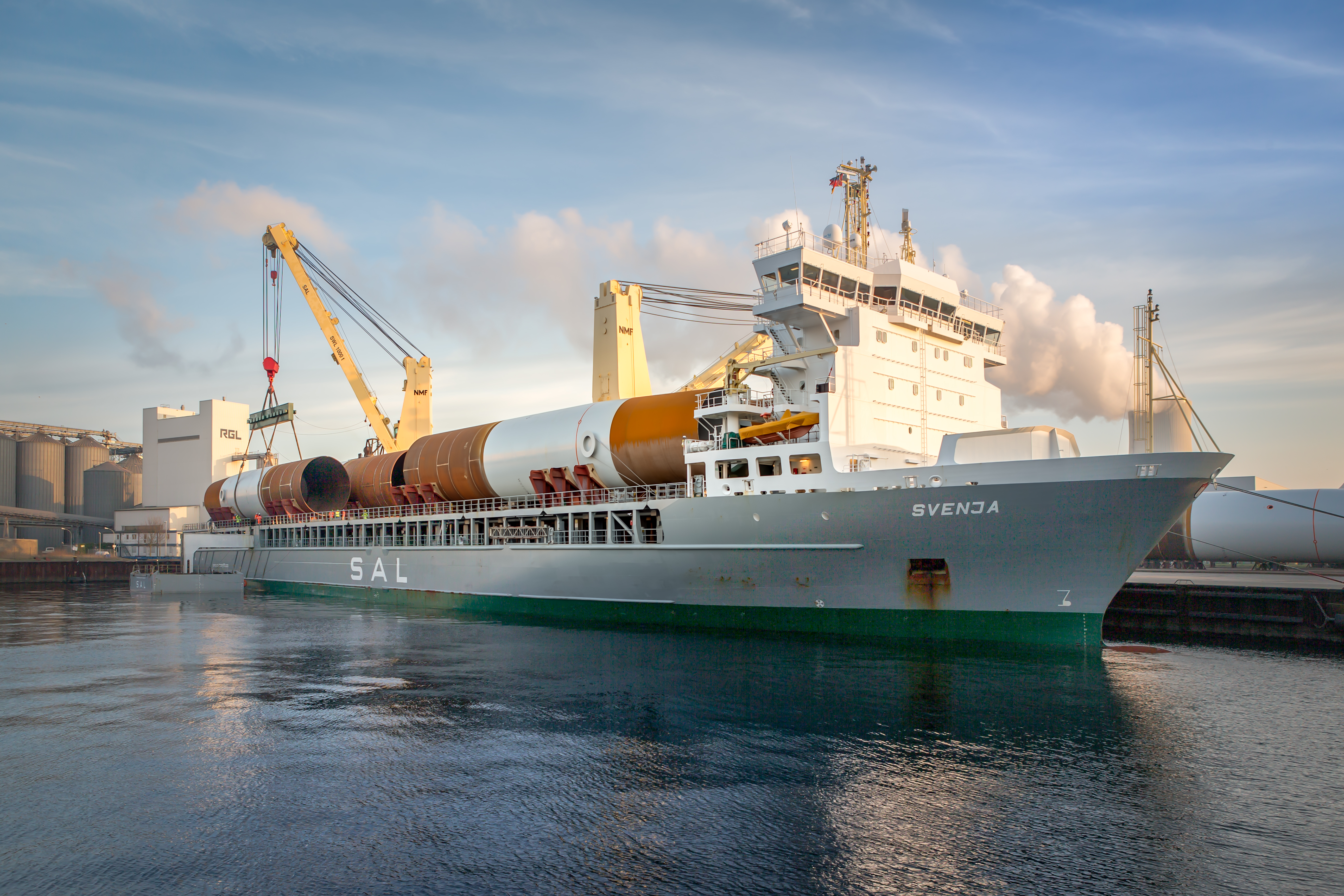
MV Svenja lädt Monopiles in Rostock

### SAL Heavy Lift
SAL Heavy Lift wurde 1980 als Schifffahrtskontor Altes Land gegründet und Ende Juni 2011 an die japanische Reederei “K” Line verkauft. Im Juli 2017 übernahm Harren das Unternehmen mit Sitz in Hamburg. Es soll als eigenständige Marke erhalten bleiben.

### SAL Engineering
SAL Engineering mit Sitz in Hamburg ist ein im September 2017 gegründetes Ingenieur-Büro innerhalb der Harren Group. Das Unternehmen beschäftigt mehr als 30 Ingenieure und bietet technische Engineering-, Beratungs- und Site-Support-Dienstleistungen im Schwergutbereich an.

### Harren Tankers Chartering
2017 beschloss die Harren Group, ihre Tankerflotte nicht nur technisch zu betreuen, sondern auch die kommerziellen Aktivitäten selber zu übernehmen: Harren Tankers Chartering wurde gegründet. Die Flotte umfasst derzeit neun Tanker.

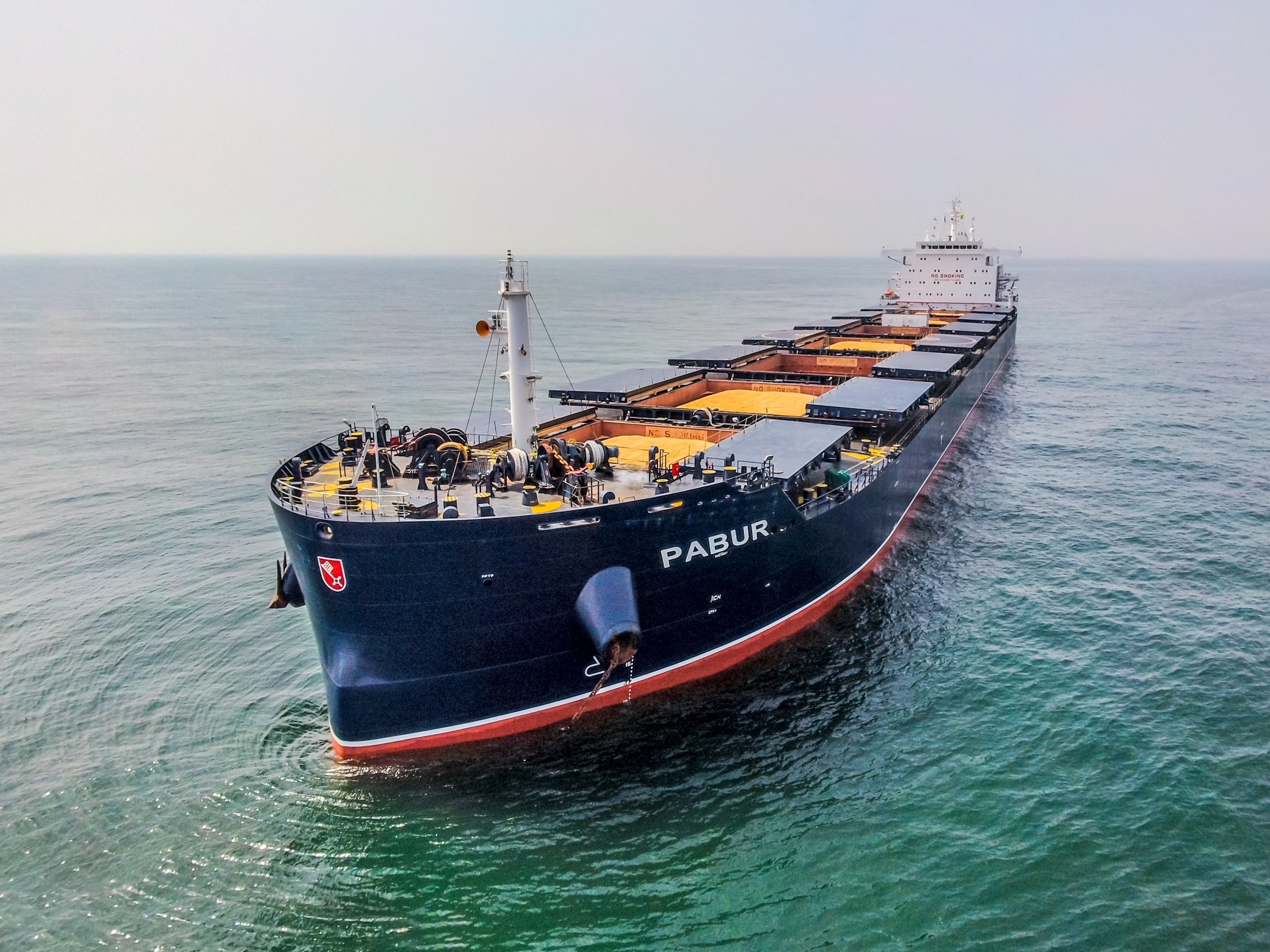
Der Bulk Carrier MV Pabur

### Harren Bulkers
Bei Harren Bulkers handelt es sich um den Zusammenschluss der Bremer Bereederungsgesellschaft und der Bulker-Sparte der Harren Group. Harren Bulkers verwaltet eine Flotte von neun Massengutfrachtern.

### H&P Logistics & Engineering

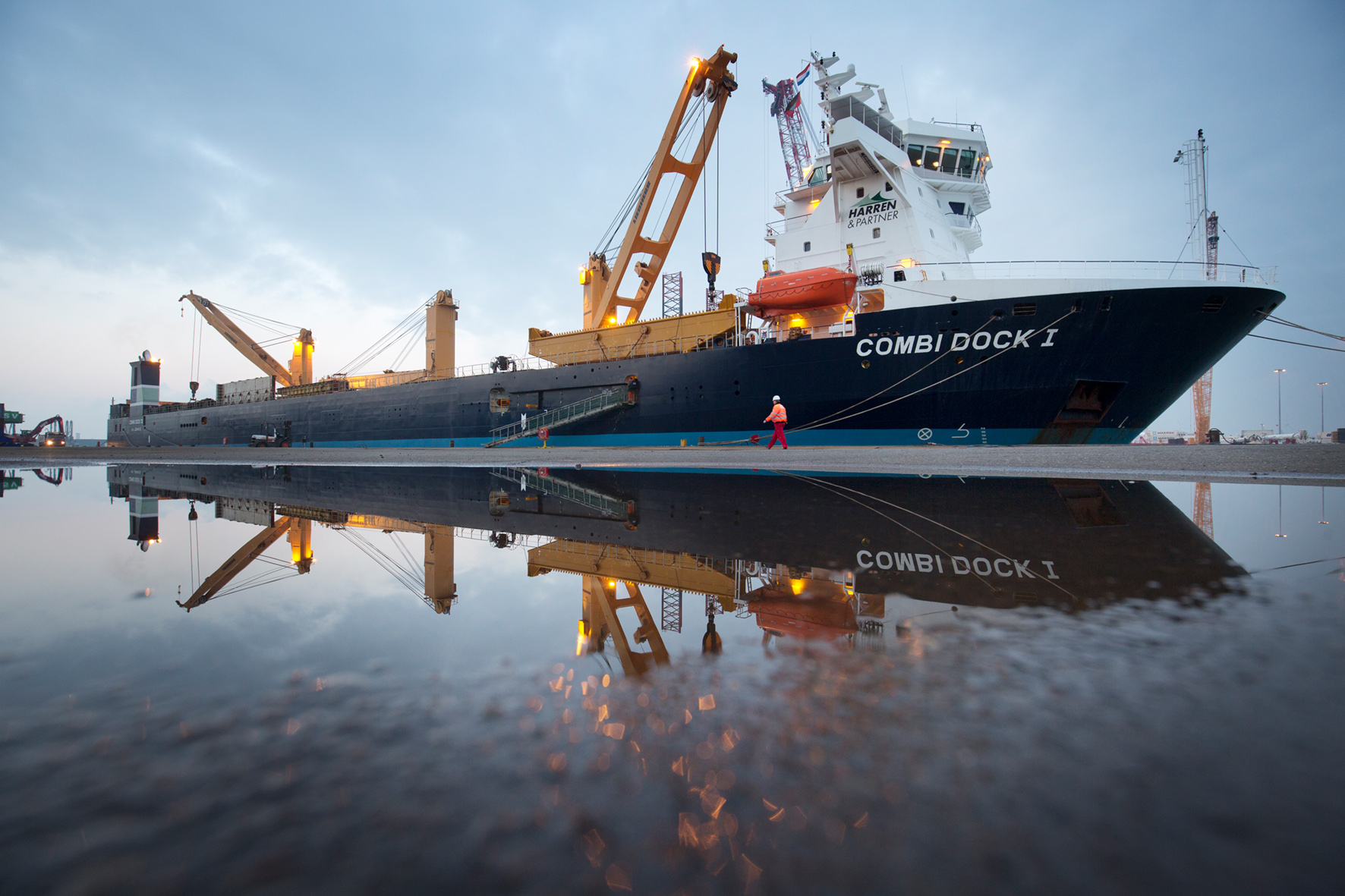
Das Dockschiff Combi Dock I

H&P Logistics & Engineering bot bis 2015 sogenannte door/door- oder auch Tür-zu-Tür-Transporte von der Planung bis zur Realisierung mit eigenen, speziellen Schwerguttransportsystemen an. Das Unternehmen nutzte dafür ein im Besitz befindliches Hydraulikverschubsystem, das bis zu 2400 Tonnen schwere Ladung bewegen kann und 70 Achsenlinien Self-Propelled Modular Transporter (SPMT). Im Jahr 2015 übernahm die Combi Lift GmbH diese Dienstleistungen.

### Combi Lift
Die Combi Lift GmbH (zunächst K/S Combi Lift) wurde im Jahr 2000 als ein Joint Venture der Reedereien Harren Group und J. Poulsen Shipping A/S aus Dänemark gegründet. Die Unternehmung hat sich auf den Transport von Schwergut spezialisiert. Hierbei teilten sich die beiden Reedereien zunächst die Aufgaben nach ihren Spezialgebieten auf: Harren übernahm die Bereederung im technischen und nautischen Bereich, J. Poulsen Shipping A/S die Befrachtung. Im November 2014 beschlossen die Gesellschafter Harren Group und J. Poulsen Shipping, alle technischen und kommerziellen Aktivitäten am Standort Bremen zusammenzufassen. Im August 2018 gab Combi Lift bekannt, sich von nun an auf anspruchsvolle Transportlösungen „jenseits des Tagesgeschäftes konzentrieren“ zu wollen.

### Caribbean Feeder Services (CFS)
Vor der Jahrtausendwende sah die Harren Group den Bedarf für einen Feederservice im karibischen Raum und bot seit 1999 den großen Containerreedereien die Möglichkeit, mit der Caribbean Feeder Services Ltd. (CFS) die Karibik (inklusive der Anrainerstaaten am Golf von Mexiko, in Ausnahmen auch Häfen auf pazifischer Seite), zu bedienen. Genutzt wurden größtenteils die reedereieigene Flotte. Zusätzlich werden je nach Bedarf weitere Schiffe eingechartert.
Im Oktober 2018 verkaufte Harren den Feederdienst an ein Konsortium aus der spanischen Schifffahrtsagentur Pérez y Cía und Finanzinvestoren. Pérez y Cía hatte zuvor schon das Agenturnetzwerk für Caribbean Feeder Services gestellt.

### Condock
Die Condock Befrachtungs GmbH & Co. KG entstand im Jahr 1989. Anfangs betrieb die Reederei fünf bauähnliche Schiffe, die in den Jahren 1979 bis 1984 gebaut wurden: Condock I, Condock II, Condock III, Condock IV und Condock V.

### trans-Mar-supply
Die Aktivitäten der trans-Mar-Supply GmbH & Co. KG sind seit dem Jahr 2002 laut Angaben des Unternehmens: das Annehmen von Bestellungen der Schiffe (diese müssen mit alltäglichen Gebrauchsgütern, Ersatzteilen für Maschine und Decksausrüstung, Sicherheitsausrüstung und Schmierstoffen beliefert werden) und deren Ausführung; die Einlagerung der erworbenen Güter bzw. Organisation der direkten Zulieferung ans Schiff via Schiff, auf dem Land- oder Luftwege; die Erstellung von Budgets und deren Einhaltung anhand statistisch erfasster Verkaufszahlen; die Erstellung reedereispezifischer Warenkataloge sowie Beratung/Implementierung hinsichtlich EDV gestützter Lösungen im Bereich PMS [Planned Maintenance System], Purchasing und stock-keeping. Derzeit ist das Unternehmen für die Harren Group, die Reederei Jüngerhans und die Reederei Held tätig. trans-Mar-supply betreibt Büros in Bremen und Singapur.

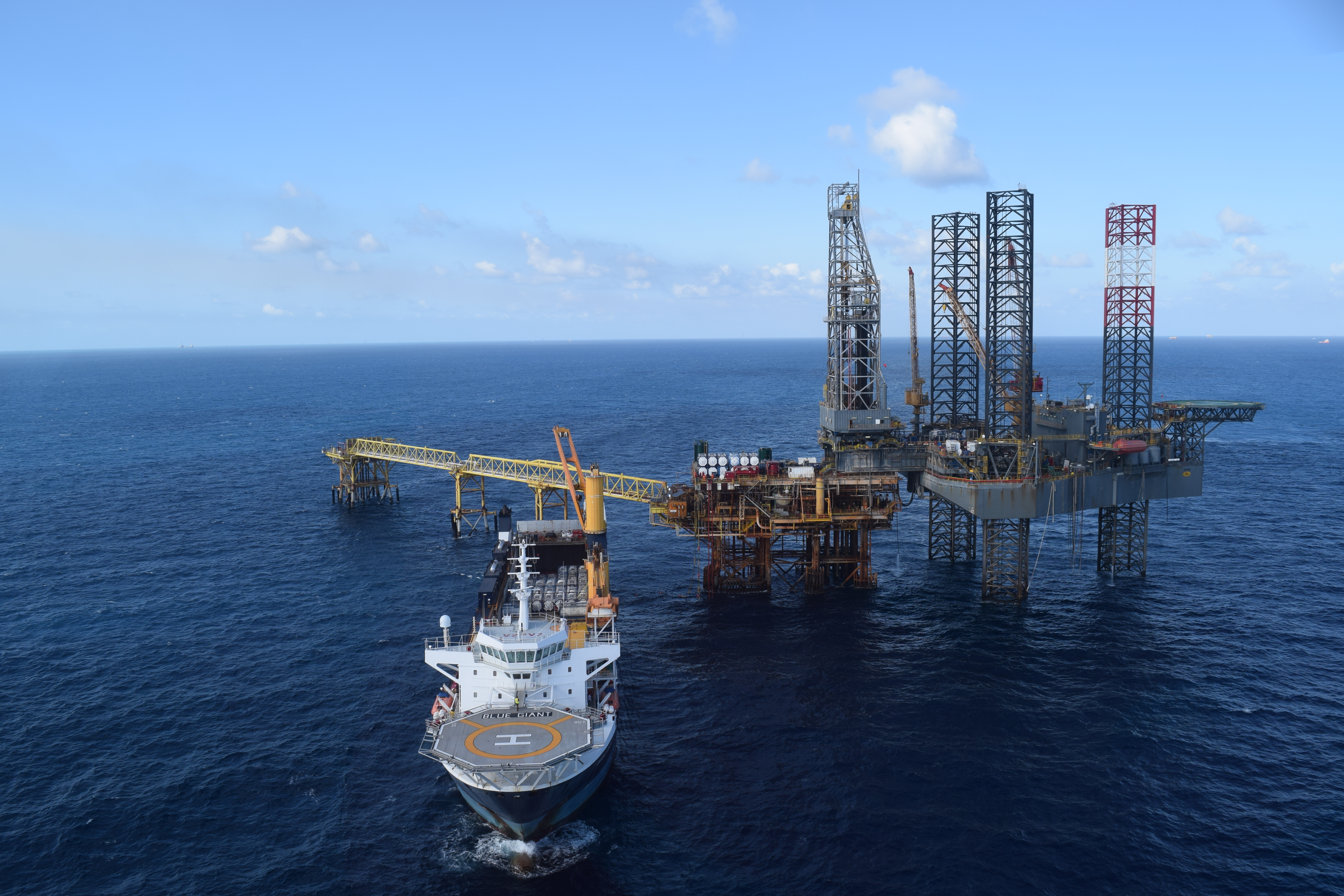
Die Blue Giant im Golf von Mexiko

### Offshore Installation Group (OIG)
Die Offshore Installation Group (OIG) war ein Mitte 2010 mit Investoren entwickeltes Projekt, das den damals rasch wachsenden Offshoremarkt bedienen sollte. Dienstleistungen außerhalb der Küste waren: Unterwasserinstallationen, Festinstallationen von z. B. Windenergieanlagen-Sockeln/-Fundamenten, Heavy Lift-Transporte, Tauchoperationen und Seekabel-Verlegung. Die Schiffe Blue Giant und Combi Dock IV waren als OIG Giant I und OIG Giant II in das Vermögen der OIG überschrieben worden. Die Neubauten OIG Giant III und OIG Giant IV sollten ursprünglich durch die P+S Werften GmbH gebaut werden und die OIG-Flotte verstärken. Harren zog sich Anfang 2014 aus dem Joint Venture OIG zurück, bereederte die Blue Giant aber weiter. Im Juli 2018 kaufte die Harren Group das Schiff zurück. Die Schiffe Combi Dock I und Combi Dock III waren von 2011 bis 2013 an der Westküste Australiens im Zuge des Gorgon-Gasprojekt am Aufbau einer Erdgasförder- und -transportanlage beteiligt.

## Flotte
Derzeit zählt die Harren-Flotte 53 Einheiten – bestehend aus Schwergutschiffen, Bulkern, Tankern, Dockschiffen, Container-Feedern und Offshore-Errichterschiffen.